# 吉林省人民政府
吉林省人民政府，是中华人民共和国吉林省的省级地方行政机关。

## 沿革
最早可追溯到1945年10月25日，中共中央东北局批准、在长春市成立的吉合地区行政委员会。同年11月10日，中共中央东北局撤销吉合地区的党政军机构，组建吉林省党政军机构。12月下旬，在永吉县成立吉林省政府。1949年4月，吉林省政府改名吉林省人民政府。1955年2月，吉林省人民政府改组为吉林省人民委员会。1968年3月，成立吉林省革命委员会。1980年3月，吉林省革命委员会撤销，复设吉林省人民政府:139，169。
2005年，吉林省人民政府成立长白山保护开发区管理委员会，正厅级建制，作为省人民政府派出机构，管理长白山保护开发区。

## 职权
根据《中华人民共和国地方各级人民代表大会和地方各级人民政府组织法》第七十三条，县级以上的地方各级人民政府行使下列职权：
1. 执行本级人民代表大会及其常务委员会的决议，以及上级国家行政机关的决定和命令，规定行政措施，发布决定和命令；
2. 领导所属各工作部门和下级人民政府的工作；
3. 改变或者撤销所属各工作部门的不适当的命令、指示和下级人民政府的不适当的决定、命令；
4. 依照法律的规定任免、培训、考核和奖惩国家行政机关工作人员；
5. 编制和执行国民经济和社会发展规划纲要、计划和预算，管理本行政区域内的经济、教育、科学、文化、卫生、体育、城乡建设等事业和生态环境保护、自然资源、财政、民政、社会保障、公安、民族事务、司法行政、人口与计划生育等行政工作；
6. 保护社会主义的全民所有的财产和劳动群众集体所有的财产，保护公民私人所有的合法财产，维护社会秩序，保障公民的人身权利、民主权利和其他权利；
7. 履行国有资产管理职责；
8. 保护各种经济组织的合法权益；
9. 铸牢中华民族共同体意识，促进各民族广泛交往交流交融，保障少数民族的合法权利和利益，保障少数民族保持或者改革自己的风俗习惯的自由，帮助本行政区域内的民族自治地方依照宪法和法律实行区域自治，帮助各少数民族发展政治、经济和文化的建设事业；
10. 保障宪法和法律赋予妇女的男女平等、同工同酬和婚姻自由等各项权利；
11. 办理上级国家行政机关交办的其他事项。

## 机构设置
根据《吉林省机构改革方案》，除吉林省人民政府办公厅外，吉林省人民政府设置组成部门24个，直属特设机构1个，直属机构12个，部门管理机构（副厅级）5个。
吉林省人民政府设置下列机构：
- 吉林省人民政府办公厅

### 组成部门
- 吉林省发展和改革委员会
- 吉林省教育厅
- 吉林省科学技术厅
- 吉林省工业和信息化厅
- 吉林省民族事务委员会
- 吉林省公安厅
- 吉林省民政厅
- 吉林省司法厅
- 吉林省财政厅
- 吉林省人力资源和社会保障厅
- 吉林省自然资源厅
- 吉林省生态环境厅
- 吉林省住房和城乡建设厅
- 吉林省交通运输厅
- 吉林省水利厅
- 吉林省农业农村厅
- 吉林省商务厅
- 吉林省文化和旅游厅
- 吉林省卫生健康委员会
- 吉林省退役军人事务厅
- 吉林省应急管理厅
- 吉林省审计厅
- 吉林省人民政府外事办公室
- 吉林省市场监督管理厅

（办公厅挂参事室牌子；发展和改革委员会挂长吉图开发开发先导区规划实施领导小组办公室牌子；科学技术厅挂外国专家局牌子；工业和信息化厅挂中小企业发展局牌子；文化和旅游厅挂文物局牌子；应急管理厅挂煤矿安全生产监督管理局牌子；外事办公室挂港澳事务办公室牌子。市场监督管理厅挂知识产权局牌子。）

### 直属特设机构
- 吉林省人民政府国有资产监督管理委员会

### 直属机构
- 吉林省广播电视局
- 吉林省体育局
- 吉林省统计局
- 吉林省医疗保障局
- 吉林省机关事务管理局
- 吉林省人民政府研究室
- 吉林省粮食和物资储备局
- 吉林省国防动员办公室
- 吉林省地方金融管理局
- 吉林省政务服务和数字化建设管理局
- 吉林省乡村振兴局
- 吉林省林业和草原局

（国防动员办公室挂人民防空办公室牌子；地方金融管理局牌子挂在中共吉林省委金融委员会办公室，并加挂中共吉林省委金融工作委员会牌子，列入中共省委机构序列；政务服务和数字化建设管理局挂软环境建设办公室牌子。）

### 部门管理机构
- 吉林省能源局，由省发展改革委管理。
- 吉林省监狱管理局，由省司法厅管理。
- 吉林省畜牧业管理局，由省农业农村厅管理。
- 吉林省中医药管理局，由省卫生健康委管理。
- 吉林省药品监督管理局，由省市场监管厅管理。

### 直属事业单位
- 吉林省老龄工作委员会办公室
- 吉林省有色金属地质勘查局
- 吉林省供销合作社
- 吉林省地质矿产勘查开发局
- 吉林省测绘地理信息局
- 吉林省人民政府发展研究中心
- 吉林省农业科学院
- 吉林省残疾人联合会
- 吉林广播电视台

### 派出机构
- 长白山保护开发区管理委员会
- 长春新区管理委员会（委托长春市管理）
- 中韩（长春）国际合作示范区管理委员会
- 吉林省人民政府驻北京办事处
- 吉林省人民政府驻上海办事处
- 吉林省人民政府驻大连办事处

## 历任领导
| - 任期：1949年10月－1950年4月 - 主席：周持衡 - 副主席：于克（余力行，1950年1月－）、徐元泉（1950年1月－） - 秘书长：武少文 - 副秘书长：王依群（1950年1月－） - 任期：1950年4月－1955年2月 - 主席：周持衡（－1952年3月） → 栗又文（1952年4月－） - 副主席：于克（－1951年3月，1954年8月－）、徐元泉、关俊彦（1954年8月－）、朱德海（1954年8月－） - 委员：丁汉、朱吉春、李德仲、王祥、申力生、田质成、李隽、武少文、周子明、夏伯康、蓬飞、朱德海、邱会奎、杜绍西、周秀清、马宜麟、张德馨、林民镐、孙绍岩、高景之、孙鸿志、刘锡五、韩恩、关俊彦、王亚洲、包正全、李玉今、杜若君、崔绍堂、杨文衡、张贤庭、赵汝翼、韩容鲁、萧靖 - 增补：宋任远、李明、胡占波、孙济民、陈光明、陈景新、薛焰、关承烈 - 秘书长：武少文（－1950年9月）、杨战韬（1952年8月－） - 副秘书长：王依群、张文海（1950年11月－1952年9月） |

## 现任领导
| 省长 …… - 景俊海（2018年1月－2020年11月） - 韩 俊（2020年11月－2023年4月） - 胡玉亭（2023年4月至今） 常务副省长 …… - 吴靖平（2018年5月－2022年6月） - 蔡 东（2022年6月至今） 秘书长 …… - 王志厚（2019年8月－2021年1月） - 安桂武（2021年1月－2023年4月） - 刘化文（2023年4月－2025年1月） - 刘伟（2025年1月至今） | 副省长 …… - 侯淅珉（2017年11月－2020年3月） - 吴靖平（2018年5月－2023年1月） - 阿 东（2020年4月－2022年1月） - 刘金波（2018年1月－2023年1月） - 李 悦（2018年1月－2021年5月） - 安立佳（2018年1月－2023年1月） - 张志军（2019年9月－2020年6月） - 韩福春（2020年4月－2023年12月） - 李 伟（2020年7月－2022年7月） - 王庭凱（2020年9月－2021年7月） - 刘 凯（2022年5月至今） - 梁仁哲（2023年1月－2025年1月） - 李国强（2023年1月－2025年3月） - 贺志亮（2023年1月－2025年3月） - 杨安娣（2023年1月至今） - 孙 简（2025年5月至今） - 王子联（2025年7月至今） |